# Sigh
I Sigh sono una band avantgarde metal/black metal giapponese fondata nel 1990 da Mirai Kawashima. Sono considerati uno dei gruppi più famosi nel campo del metal estremo nipponico.

## Storia
Dopo aver inciso le demo Desolation e Tragedies nel 1990 e l'EP Requiem for the Fools nel 1992, il gruppo pubblica il primo album Scorn Defeat nel 1993 con la casa discografica di Euronymous (ex leader dei Mayhem), la Deathlike Silence Productions. La label cessò di esistere poco dopo la morte di Euronymous e i Sigh passarono sotto la Cacophonous Records con la quale hanno pubblicato il secondo album Infidel Art.
Fu però con Hail Horror Hail del 1997 che i Sigh riuscirono sviluppare meglio una forma di metal mescolato a sonorità sinfoniche neoclassiche che caratterizzò il loro linguaggio musicale.

## Stile musicale
I primi album si possono definire un miscuglio di Venom e Celtic Frost, con strumenti classici campionati nelle chitarre e parti tratte da film horror. Poi il sound man mano si è allontanato dal black metal degli inizi, spostandosi verso l'avantgarde metal.
Essendo il Giappone un paese prevalentemente shintoista l'idea di essere un gruppo satanista non era valido, ma il gruppo comunque ha dichiarato il proprio interesse nei confronti del Mikkyo cioè l'insieme delle credenze occulte che sostengono il conseguimento di forza spirituale attraverso l'intonazione di mantra.

## Formazione

### Formazione attuale
- Mirai Kawashima – voce, basso, tastiere (1989-presente)
- Shinichi Ishikawa – chitarra (1992-presente)
- Satoshi Fujinami – basso (batteria dal 1989 al 2004, chitarra su Requiem for the Fools) (1989-presente)
- Junichi Harashima – batteria (2004-presente)
- Mikannibal – sassofono, voce
- Nozomu Wakai – chitarra (2022-presente)

### Ex componenti
- Kazuki – batteria (1990)
- Hideyuki Okahara – chitarra (per un concerto)
- Yasuyuki Suzuki – basso (session)

## Discografia

### Album in studio
- 1993 – Scorn Defeat
- 1995 – Infidel Art
- 1997 – Hail Horror Hail
- 1999 – Scenario IV: Dread Dreams
- 2001 – Imaginary Sonicscape
- 2005 – Gallows Gallery
- 2007 – Hangman's Hymn
- 2010 – Scenes from Hell
- 2012 – In Somniphobia
- 2015 – Graveward
- 2018 – Heir to Despair
- 2022 – Shiki

### Album dal vivo
- 1997 – The Eastern Force of Evil: Live 92' - 96'
- 2013 – Scorn Defeat 20th Anniversary Gig

### EP
- 1992 – Requiem for Fools
- 1995 – To Hell and Back
- 1996 – Shadowking
- 1997 – Ghastly Funeral Theatre
- 2011 – The Curse Of Izanagi

### Split album
- 1994 – Sigh/Kawir Split (con i Kawir)
- 2003 – Kindred of a Dying Kind / Young Burial (con i Necrophagia)
- 2004 – Kindred of a Dying Kind / Young Burial (con gli Abigail)

### Demo
- 1990 – Desolation
- 1990 – Tragedies
- 1993 – Scorn Defeat